# 270

## Nașteri
- 20 noiembrie: Maximinus Daia  (d. 313)
- dată necunoscută: Sfântul Spiridon sfânt creștin (d. 348)

## Decese
- Cladius al II-lea Gothicus, împărat roman (n.c. 214)
- Plotin, filosof grec (n.c. 205)
- Quintillus, împărat roman (n. ?)